# Chris Rossouw (rugby à XV, 1976)
Pour les articles homonymes, voir Chris Rossouw.
Pas d'image ? Cliquez ici

a Compétitions nationales et continentales officielles uniquement.

b Matchs officiels uniquement.
Dernière mise à jour le 12 janvier 2024.
Chris Rossouw, né le 14 novembre 1976 à Bellville (Afrique du Sud), est un joueur sud-africain de rugby à XV. Il joue au poste de demi d'ouverture.

## Biographie
Chris Rossouw est le frère cadet de l'ailier international sud-africain Pieter Rossouw
Il représente l'équipe d'Afrique du Sud A (réserve) entre 2000 et 2001.

## Palmarès

### En club
- Vainqueur du Championnnat de France de deuxième division en 2008 avec le RC Toulon

### En province
- Vainqueur de la Currie Cup en 2000 et 2001 avec la Western Province